# MTV Video Music Award a legjobb dance videóért
Az MTV Video Music Award a legjobb dance videóért díjat először 1989-ben adták át, egyike annak a négy kategóriának, melyet abban az évben vezettek be. 2007-ben nem adták át, 2008-ban Best Dancing in a Video (Legjobb tánc egy videóban) néven tért vissza. 2009-ben ismét megszüntették, majd 2010-ben Best Dance Music Video (Legjobb dance zenei videó) néven adták át. 2012-ben ismét megújították a kategóriát, ezúttal Best Electronic Dance Video (Legjobb elektronikus dance videó), a műfaj népszerűségének növekedése miatt.
A kategória legnagyobb nyertese a Pussycat Dolls, az egyetlen előadók, akik mindkét nevén megnyerték a díjat. A legtöbbször jelölt előadók Madonna és Janet Jackson hat jelöléssel, őket Jennifer Lopez követi öt jelöléssel.
| Év   | Győztes                                                           | További jelöltek |
| ---- | ----------------------------------------------------------------- | --- |
| 1989 | Paula Abdul — Straight Up                                         | - Jody Watley — Real Love |
| 1990 | MC Hammer — U Can't Touch This                                    | - Madonna — Vogue |
| 1991 | C+C Music Factory — Gonna Make You Sweat (Everybody Dance Now)    | - EMF — Unbelievable |
| 1992 | Prince és a The New Power Generation — Cream                      | - Marky Mark and the Funky Bunch — Good Vibrations |
| 1993 | En Vogue — Free Your Mind                                         | - Stereo MC's — Connected |
| 1994 | Salt-n-Pepa (közreműködik az En Vogue) — Whatta Man               | - Crystal Waters — 100% Pure Love |
| 1995 | Michael Jackson és Janet Jackson — Scream                         | - Salt-N-Pepa — None of Your Business |
| 1996 | Coolio — 1, 2, 3, 4 (Sumpin' New)                                 | - George Michael — Fastlove |
| 1997 | Spice Girls — Wannabe                                             | - The Prodigy — The Beautiful People |
| 1998 | The Prodigy — Smack My Bitch Up                                   | - Will Smith — Gettin' Jiggy wit It |
| 1999 | Ricky Martin — Livin' la Vida Loca                                | - Jennifer Lopez — If You Had My Love |
| 2000 | Jennifer Lopez — Waiting for Tonight                              | - Britney Spears — (You Drive Me) Crazy |
| 2001 | ’N Sync — Pop                                                     | - Jennifer Lopez — Love Don’t Cost a Thing |
| 2002 | Pink — Get the Party Started                                      | - Britney Spears — I’m a Slave 4 U |
| 2003 | Justin Timberlake — Rock Your Body                                | - Sean Paul — Get Busy |
| 2004 | Usher (közreműködik Lil Jon és Ludacris) — Yeah!                  | - Britney Spears — Toxic |
| 2005 | Missy Elliott (közreműködik Ciara és Fatman Scoop) — Lose Control | - Shakira (közreműködik Alejandro Sanz) — La Tortura |
| 2006 | Pussycat Dolls (közreműködik Snoop Dogg) — Buttons                | - Shakira (közreműködik Wyclef Jean) — Hips Don't Lie |
| 2007 | A díjat nem adták át                                              | A díjat nem adták át |
| 2008 | Pussycat Dolls — When I Grow Up                                   | - Ne-Yo — Closer |
| 2009 | A díjat nem adták át'                                             | A díjat nem adták át' |
| 2010 | Lady Gaga — Bad Romance                                           | - Usher (közreműködik will.i.am) — OMG |
| 2012 | Calvin Harris — Feel So Close                                     | - Martin Solveig — The Night Out |
| 2013 | A díjat nem adták át                                              | A díjat nem adták át |
| 2014 | Zedd (közreműködik Hayley Williams) — Stay the Night              | - Calvin Harris — Summer |
| 2015 | A díjat nem adták át                                              | A díjat nem adták át |
| 2016 | Calvin Harris és Disciples — How Deep Is Your Love                | - 99 Souls (Destiny’s Child és Brandy közreműködésével) — The Girl Is Mine - Afrojack — SummerThing! - The Chainsmokers (Daya közreműködésével) — Don’t Let Me Down - Mike Posner — I Took a Pill in Ibiza                                                                                          |
| 2017 | Zedd és Alessia Cara — Stay                                       | - Afrojack (Ty Dolla Sign közreműködésével) — Gone - Calvin Harris — My Way - Kygo és Selena Gomez — It Ain’t Me - Major Lazer (Justin Bieber és MØ közreműködésével) — Cold Water |
| 2018 | Avicii (Rita Ora közreműködésével) – Lonely Together              | - The Chainsmokers – Everybody Hates Me - David Guetta és Sia – Flames - Calvin Harris és Dua Lipa – One Kiss - Marshmello (Khalid közreműködésével) – Silence - Zedd és Liam Payne – Get Low |
| 2019 | The Chainsmokers (Bebe Rexha közreműködésével) – Call You Mine    | - Clean Bandit (Demi Lovato közreműködésével) – Solo - DJ Snake (Selena Gomez, Ozuna és Cardi B közreműködésével) – Taki Taki - David Guetta, Bebe Rexha és J Balvin – Say My Name - Marshmello és Bastille – Happier - Silk City és Dua Lipa (Diplo és Mark Ronson közreműködésével) – Electricity |
| 2020 | A díjat nem adták át                                              | A díjat nem adták át |